# Pedro Subercaseaux
Pedro León Maximiliano María Subercaseaux Errázuriz (Roma, 10 de dezembro de 1880 — Santiago, 3 de janeiro de 1956) foi um pintor chileno, célebre por sua série de pinturas históricas, representando episódios da história do Chile e dos antigos costumes do país. Por esse motivo, chegou a ficar conhecido como "Pintor das Glórias do Chile".
Também se destacou por ser o autor, sob o pseudônimo de Lustig, do que é considerada uma das primeiras personagens cômicas de história em quadrinhos publicada em seu país, intitulada Federico Von Pilsener.